# 前進区
前進区（ぜんしん-く）は中華人民共和国黒竜江省ジャムス市中部に位置する市轄区。

## 歴史
1958年1月、永安・暁雲・佳東の3街道弁事所を統合し和平区として設置される。1961年1月、和平区の東部が佳東区として分割。1968年に和平区は前進区と改称され現在に至る。

## 行政区画
20社区を管轄：
- 社区：永安社区、怡安社区、保衛社区、園林社区、橋南社区、楽園社区、站前南社区、金港湾社区、港務社区、春光社区、糧庫社区、雲峰社区、先鋒社区、林海社区、豊潤社区、楓橋社区、山水社区、新立社区、双合社区、宏達社区

## 教育

### 大学
- ジャムス大学（中国語版）
- ジャムス職業学院（中国語版）

## 交通

### 鉄道
- 中国国家鉄路集団
  - 中国鉄路ハルビン局集団公司
    - 哈佳線、牡佳旅客専用線（中国語版）、綏佳線、図佳線、佳富線、鶴崗線
      - ジャムス駅

### 道路
- 国道
  -  G221国道

## 健康・医療・衛生
- ジャムス大学附属口腔医院（第二医院）